# Agrotis margelanoides
Agrotis margelanoides là một loài bướm đêm trong họ Noctuidae.